# Кубанський щит
Кубанський щит (нім. Kubanschild) — нарукавний щит збройних сил нацистської Німеччини (Вермахт, Люфтваффе), яким нагороджували під час Другої світової війни.

## Історія нагороди
Після оточення, та нанесення нищівної поразки 6-ї німецької армії під Сталінградом, наступ РСЧА поставив під загрозу оточення більшої частини військ групи армії «А», яка знаходилася на Кавказі, та групи армій «Дон», які намагалися звільнити 6-ту армію. Адольф Гітлер наполіг на захисті Кубанського плацдарму, оскільки розглядав його не тільки як запасний вихід з цієї ситуації, а також як можливий район майбутнього наступу на Кавказ. Була створена лінія оборони, яка простягнулася від Азовського моря до міста Новоросійськ.
Наступ радянських військ не зупинявся протягом весни та літа 1943 року, не дивлячись на нестачу людських ресурсів на інших частинах фронту. Військовики 17-ї армії та групи армії «А», очолювані генерал-фельдмаршалом фон Кляйстом, утримували плацдарм всіма силами.
Цей стійкий супротив дозволив німецьким військам не тільки евакуювати багато живої сили та техніки, але також скував численні сили Червоної армії. Німецькі та румунські війська зуміли переправитися до Криму, та закріпитися в ньому.

## Умови нагородження
Вермахт
- Служба протягом 60 днів на даній території;
- Отримання поранення;
- Проявлені хоробрість та героїзм.

Люфтваффе
- Введена система бального підрахунку результатів повітряних боїв.

Було нагороджено близько 100 000 військовиків.

## Перше нагородження
31 грудня 1943 було надано перший список до нагородження.

## Опис нагороди
Щит мав витягнутий закруглений кінець. На щиті зображено фігурну стіну, ліворуч від якої було написано «KRYMSKAJA», а праворуч «LAGUNEN» (зверху) та «NOWOROSSUSK» (знизу у два рядки). У середні щиту йде горизонтальна стрічка з написом «KUBAN».У верхній частині щита розташований імперський орел з піднятими крилами (виходять за межі щита), який тримає вінок зі свастикою. По обидва боки від вінка дата «1941» («19» ліворуч від вінка, «43» праворуч). Стіна символізувала Кубанську лінію оборони, яка носила назву «Готенкопф» (голова гота).
Щит носили у верхній частині лівого рукава мундиру.

## Правила носіння у післявоєнний час
Згідно з § 6 Закону Німеччини про нагородження орденами і про порядок їх носіння від 26 липня 1957 року (нім. Gesetz uber Titel, Orden und Ehrenzeichen) дозволено носіння нагороди, але тільки в «денацифікованому» варіанті (без орла і свастики).